# Atrophaneura horishanus
Atrophaneura horishanus is een vlinder uit de familie van de pages (Papilionidae). De wetenschappelijke naam van de soort is voor het eerst geldig gepubliceerd in 1910 door Shonen Matsumura.

## Synoniemen
- Parides sauteri Hayne, 1913